# Richard Wöss
Richard Wöss (* 10. Oktober 1986 in Wien) ist ein ehemaliger österreichischer Handballspieler.
Wöss begann beim Handballclub Fivers Margareten in seiner Jugend Handball zu spielen. In der Saison 2005/06 wurde der Rechtsaußen als „Newcomer des Jahres“ ausgezeichnet und konnte sich bei den Margaretnern in der ersten Mannschaft etablieren.
2006/07 lief der Wiener bereits für die österreichische Nationalmannschaft auf und wurde bei der unter 21 Europameisterschaft in Innsbruck Torschützenkönig. Darauf erhielt Wöss unter anderem Angebote von Frisch Auf Göppingen und dem HSV Hamburg lehnte diese jedoch ab und wechselte zum Ligakonkurrenten HIT Innsbruck.
Nach zwei Jahren bei den Tirolern unterschrieb der 1,87 Meter große und 80 Kilogramm schwere Athlet seinen ersten Vertrag im Ausland bei TUSEM Essen. 2011/12 wurde der Österreicher vom Ligakonkurrenten Bergischen HC unter Vertrag genommen. In der Saison 2014/15 lief er in der deutschen Handball-Bundesliga für TuS N-Lübbecke auf.
2015/16 unterschrieb Wöss wieder bei seinem Jugendverein Handballclub Fivers Margareten, für den er in der Handball Liga Austria auflief.  In dieser Saison konnte er sich mit den Wienern auch seinen ersten Titel sichern, 2016 gewann er mit dem Team den ÖHB-Cup und den österreichischen Meistertitel. Nach dieser Saison beendete er sein Engagement um noch einmal den Sprung ins Ausland zu wagen. Im Februar 2017 schloss Wöss sich der TUSEM Essen im Kampf um den Klassenerhalt an.
Anfang Juni 2018 verpflichtete ihn der Bayernligist HT München. Für die spusu Liga-Saison 2019/20 wurde der Linkshänder von Handball Tirol verpflichtet. Damit kehrte der Wiener nach zehn Jahren wieder nach Tirol zurück. 2022 beendete Wöss seine aktive Karriere.
2022/23 und 2023/24 stand der Linkshänder bei den JAGS Vöslau unter Vertrag und lief damit in der Handball Liga Austria auf.
Für die österreichische Nationalmannschaft erzielte Wöss in 84 Länderspielen 115 Tore.

## Erfolge
- 1× HLA „Newcomer des Jahres“ 2005/06
- 1× Österreichischer Pokalsieger (mit dem Handballclub Fivers Margareten)
- Österreichischer Meister 2015/16